# Damian Świerblewski
Damian Świerblewski (ur. 17 stycznia 1984 w Bydgoszczy) to polski piłkarz występujący na pozycji pomocnika w polskim klubie Ząbkovia Ząbki. Wcześniej reprezentował barwy takich klubów jak Gryf Sicienko, Chemik/Zawisza Bydgoszcz, Chemik Bydgoszcz, Widzew Łódź, ŁKS Łomża, Podbeskidzie Bielsko-Biała, Ruch Chorzów i Pogoni Siedlce.

## Statystyki kariery
Stan na 27 kwietnia 2014
| Sezon                              | Klub                               | Liga                               | Liga  | Liga | Puchar        | Puchar | Puchar | Europa      | Europa | Europa | Łącznie | Łącznie |
| Sezon                              | Klub                               | Rozgrywki                          | Mecze | Gole | Rozgrywki     | Mecze  | Gole   | Rozgrywki   | Mecze  | Gole   | Mecze   | Gole    |
| ---------------------------------- | ---------------------------------- | ---------------------------------- | ----- | ---- | ------------- | ------ | ------ | ----------- | ------ | ------ | ------- | ------- |
| 2004/2005 (w)                      | Widzew Łódź                        | II liga                            | 13    | 1    | -             | -      | -      | -           | -      | -      | 13      | 1       |
| 2005/2006                          | Widzew Łódź                        | II liga                            | 23    | 3    | Puchar Polski | 1      | 0      | -           | -      | -      | 24      | 3       |
| 2006/2007 (j)                      | Widzew Łódź                        | Ekstraklasa                        | 0     | 0    | -             | -      | -      | -           | -      | -      | 0       | 0       |
| 2006/2007 (w)                      | ŁKS Łomża                          | II liga                            | 14    | 4    | -             | -      | -      | -           | -      | -      | 14      | 4       |
| 2007/2008 (j)                      | ŁKS Łomża                          | II liga                            | 18    | 3    | -             | -      | -      | -           | -      | -      | 18      | 3       |
| 2007/2008 (w)                      | Podbeskidzie Bielsko-Biała         | II liga                            | 13    | 1    | -             | -      | -      | -           | -      | -      | 13      | 1       |
| 2008/2009                          | Podbeskidzie Bielsko-Biała         | I liga                             | 22    | 2    | -             | -      | -      | -           | -      | -      | 22      | 2       |
| 2009/2010 (j)                      | Podbeskidzie Bielsko-Biała         | I liga                             | 17    | 3    | Puchar Polski | 1      | 0      | -           | -      | -      | 18      | 3       |
| 2009/2010 (w)                      | Ruch Chorzów                       | Ekstraklasa                        | 8     | 2    | Puchar Polski | 4      | 0      | -           | -      | -      | 16      | 2       |
| 2010/2011 (j)                      | Ruch Chorzów                       | Ekstraklasa                        | 4     | 0    | Puchar Polski | 2      | 0      | Liga Europy | 1      | 0      | 7       | 0       |
| 2010/2011 (w)                      | Dolcan Ząbki                       | I liga                             | 15    | 4    | -             | -      | -      | -           | -      | -      | 15      | 4       |
| 2011/2012                          | Dolcan Ząbki                       | I liga                             | 32    | 5    | Puchar Polski | 2      | 0      | -           | -      | -      | 34      | 5       |
| 2012/2013                          | Dolcan Ząbki                       | I liga                             | 33    | 2    | -             | -      | -      | -           | -      | -      | 33      | 2       |
| 2013/2014                          | Dolcan Ząbki                       | I liga                             | 18    | 0    | Puchar Polski | 1      | 0      | -           | -      | -      | 19      | 0       |
| Łącznie Widzew Łódź                | Łącznie Widzew Łódź                | Łącznie Widzew Łódź                | 36    | 4    |               | 1      | 0      |             | -      | -      | 37      | 4       |
| Łącznie ŁKS Łomża                  | Łącznie ŁKS Łomża                  | Łącznie ŁKS Łomża                  | 32    | 7    |               | -      | -      |             | -      | -      | 32      | 7       |
| Łącznie Podbeskidzie Bielsko-Biała | Łącznie Podbeskidzie Bielsko-Biała | Łącznie Podbeskidzie Bielsko-Biała | 52    | 6    |               | 1      | 0      |             | -      | -      | 53      | 6       |
| Łącznie Ruch Chorzów               | Łącznie Ruch Chorzów               | Łącznie Ruch Chorzów               | 12    | 2    |               | 6      | 0      |             | 1      | 0      | 19      | 2       |
| Łącznie Dolcan Ząbki               | Łącznie Dolcan Ząbki               | Łącznie Dolcan Ząbki               | 98    | 11   |               | 3      | 0      |             | 0      | 0      | 101     | 11      |
| Łącznie                            | Łącznie                            | Łącznie                            | 230   | 30   |               | 11     | 0      |             | 1      | 0      | 242     | 30      |